# Richebourg, Pas-de-Calais
Richebourg là một xã trong tỉnh Pas-de-Calais ở Pháp. Xã được lập ngày 21 tháng 1 năm 1971 thông qua việc hợp nhất Richebourg-Saint-Vaast và Richebourg-l'Avoué. Năm 1916, đây là nơi diễn ra trận Boar's Head.

## Các đơn vị giáp ranh
- Quận Béthune:
  - Festubert
  - La Couture
  - Vieille-Chapelle
  - Violaines
  - Laventie
  - Lorgies
  - Neuve-Chapelle
  - Lestrem
- Quận Dunkerque (tỉnh Nord:
  - La Gorgue

## Dân số
|                                              | 1962 | 1968 | 1975 | 1982 | 1990 | 1999 | 2006 |
| -------------------------------------------- | ---- | ---- | ---- | ---- | ---- | ---- | ---- |
| Richebourg-l'Avoué                           | 1625 | 1631 | 1619 | 2006 | 2463 | 2484 | 2476 |
| Richebourg-Saint-Vaast                       | 1107 |      |      |      |      |      |      |
| Số liệu từ năm 1990: Dân số không tính trùng |      |      |      |      |      |      |      |